# Tadeusz Zwiefka
Tadeusz Antoni Zwiefka, né le 28 décembre 1954 à Tuchola, est un homme politique polonais, membre de la Plate-forme civique (PO).